# Cirilo I de Moscou
Cirilo (em russo: Кирилл; nome secular: Vladimir Mikhailovich Gundiaiev, em russo: Владимир Михайлович Гундяев - Leningrado, União Soviética, 20 de novembro de 1946) é um bispo ortodoxo russo e Patriarca de Moscou e Toda a Rússia (em russo:  Патриарх Московский и всея Руси) e Primaz da Igreja Ortodoxa Russa desde 1 de fevereiro de 2009.
Antes de se tornar Patriarca, Cirilo foi arcebispo (mais tarde metropolita) de Esmolensco e Caliningrado desde 26 de dezembro de 1984. Cirilo era também presidente do Departamento de Relações Externas da Igreja Ortodoxa Russa e um membro permanente do Santo Sínodo Russo desde novembro de 1989.
Cirilo I é um aliado importante de Vladimir Putin, cujo reinado considera um "milagre de Deus", e expressou por diversas vezes o seu apoio à intervenção militar na Ucrânia. Ele vive uma vida de opulência, sendo que segundo a revista Forbes, Cirilo teria uma fortuna de US$ 4 bilhões de dólares.

## Biografia

### Início
Cirilo nasceu em Leningrado, atual São Petersburgo, então União Soviética. Seu pai, Mikhail, e seu avô Vasiliy eram padres ortodoxos russos. Em 3 de abril de 1969, ele tomou os votos monásticos e foi ordenado hierodiácono em 7 de abril e hieromonge em 1 de junho. Em 1970, Cirilo graduou-se na Academia Teológica de Leningrado, onde foi mantido como professor de teologia dogmática e assessor do inspector da academia. Tornou-se secretário pessoal do Metropolita Nikodim (Rotov) de Leningrado em 30 de agosto de 1970.
Em 12 de setembro de 1971, Cirilo tornou-se arquimandrita e foi enviado como representante da Igreja Ortodoxa Russa ao Conselho Mundial de Igrejas (CMI), em Genebra, Suíça. Cirilo na altura era membro do KGB, tentando que o conselho denunciasse os Estados Unidos e aliados, bem como moderasse as críticas à União Soviética e seus aliados.
Em 26 de dezembro de 1974, foi nomeado reitor da Academia e Seminário de Leningrado. Desde dezembro de 1975, Cirilo foi membro do Comitê Central do CMI e do Comitê Executivo.

## Carreira episcopal

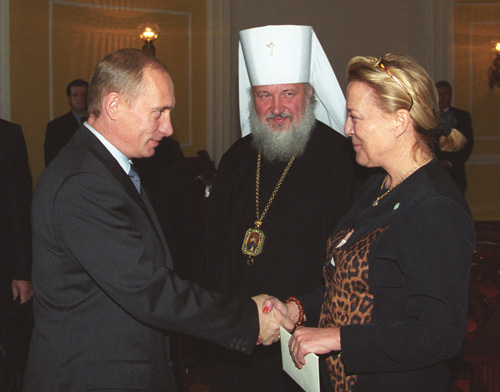
Vladimir Putin, o metropolita Cirilo e Xenia Sheremetyeva-Yusupova em outubro de 2001.

Em 1976, Cirilo foi consagrado Bispo de Vyborg. Em 1977, tornou-se arcebispo. Desde 1978, ele foi o administrador das paróquias patriarcais na Finlândia. Em 1984, tornou-se arcebispo de Smolensk e Vyazma. O título foi alterado para o arcebispo de Esmolensco e Caliningrado, em 1989. Em 1991, tornou-se bispo metropolita.
Entre 1974 e 1984, Cirilo foi reitor da Academia e Seminário Espiritual de Leningrado.
Em 1971, foi nomeado representante do Patriarcado de Moscou no Conselho Mundial de Igrejas e tem participado ativamente na atividade ecumênica da Igreja Ortodoxa Russa desde então.
Em 1978, Cirilo foi nomeado vice-presidente, e em novembro de 1989, presidente do Departamento das Relações Externas do Patriarcado de Moscou e membro permanente do Santo Sínodo.
Foi criticado por alguns por falhas da Igreja Ortodoxa Russa na Diocese de Sourozh e na Ucrânia.
Em 6 de dezembro de 2008, o dia após a morte do Patriarca Aleixo II de Moscou, o Santo Sínodo elegeu-o lugar-tenente do trono patriarcal. Em 9 de dezembro, durante o funeral de Aleixo II na Catedral de Cristo Salvador de Moscou, que foi transmitido ao vivo por canais de TV estatal da Rússia, Cirilo teve, segundo relatos, um desmaio durante a decorrência do funeral. Em 29 de dezembro, ao falar para jornalistas, Cirilo disse que se opõe a qualquer reforma de caráter litúrgico ou doutrinária da Igreja.

## Patriarcado

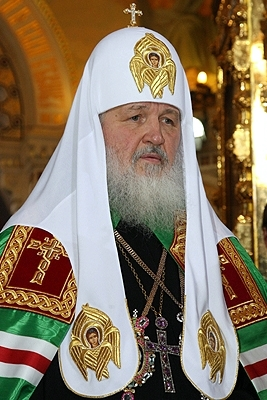
Patriarca Cirilo I em sua entronização, 2009.

Cirilo foi eleito patriarca em 27 de janeiro de 2009, no Conselho Local da Igreja Ortodoxa Russa, e empossado durante uma liturgia na Catedral de Cristo Salvador de Moscou em 1 de fevereiro de 2009. A cerimônia contou com a presença, entre outros, do presidente da Rússia, Dmitry Medvedev, e do primeiro-ministro russo, Vladimir Putin.
No dia seguinte, o presidente russo Medvedev ofereceu uma recepção (um banquete formal) para os bispos da Igreja Ortodoxa Russa no Grande Palácio do Kremlin, onde Cirilo expôs o conceito bizantino de sinfonia como sua visão das relações ideais entre a igreja e o estado, embora reconhecendo que não era possível atingir plenamente a isso na Rússia de hoje.
Em 17 de agosto de 2012, Cirilo e o arcebispo da Polônia Jozef Michalik assinaram um histórico chamado à reconciliação entre poloneses e russos, depois de séculos de disputas muitas vezes sangrentas.

## Pontos de vista

### Ecumenismo
A ala conservadora da Igreja Ortodoxa Russa criticou a prática do ecumenismo de Cirilo em toda a década de 1990. Em 2008, o bispo separatista Diomid de Anadyr e Chukotka criticou-o por associar-se com a Igreja Católica Romana. No entanto, em uma declaração recente, Cirilo afirmou que não haveria compromisso doutrinário com a Igreja Católica, e que as discussões com eles não tinham o objetivo de buscar a unificação.

### Feminismo
Segundo Kirill,  o feminismo é muito perigoso e pode destruir a Rússia. De acordo com Kirill, o feminismo oferece às mulheres a ilusão de liberdade, uma espécie de pseudo-liberdade em que as mulheres operam fora do casamento e da família – ao passo que as mulheres devem concentrar-se nas suas famílias e filhos. Segundo Kirill, se o importante papel da mulher for destruído, tudo o resto, como a família, e a pátria serão destruídos junto com ela. Segundo Kirill, não é por acaso que a maioria das líderes feministas são solteiras.

### Relações com Cuba
Em 20 de outubro de 2008, durante uma viagem pela América Latina, Cirilo teve uma reunião com o primeiro-secretário do Partido Comunista de Cuba, Fidel Castro. Castro elogiou o metropolita Cirilo como seu aliado na luta contra o imperialismo norte-americano. Cirilo abençoou Fidel Castro e seu irmão Raúl Castro, em nome do patriarca Aleixo II no reconhecimento da sua decisão de construir a primeira Igreja Ortodoxa Russa em Havana, para servir os expatriados russos que ali vivem.

### Comunicações
Desde 1994, Cirilo tem um programa de televisão semanal ortodoxa no Perviy Kanal.

### Invasão russa da Ucrânia
Após a Rússia ter invadido a Ucrânia em 2022, Kirill elogiou a invasão, atribuiu o conflito às paradas gay e afirmou que a Ucrânia estaria a "exterminar" os russos em Donbass,  apresentando a guerra como uma batalha apocalíptica contra as "forças do mal" que tentam destruir a unidade dada por Deus à Santa Rússia.
Depois de Cirilo louvar a invasão, o clero de outras dioceses ortodoxas condenou as suas observações e o Patriarca de Constantinopla, Bartolomeu I, disse que o apoio de Cirilo a Putin e à guerra estavam "prejudicando o prestígio de toda a Ortodoxia".

## Controvérsias públicas

### Ligações com a KGB
Na década de 1990, Cirilo foi acusado de ter ligações com a KGB durante boa parte do período soviético, assim como muitos membros da hierarquia da Igreja Ortodoxa Russa, e de ter os interesses do estado acima dos interesses da igreja. Ele teria sido agente desde 1972, mais tarde oficial, e o seu nome secreto   seria "Mikhailov".De acordo com os Arquivos Federais Suíços, na década de 1970, Cirilo trabalhou como agente do KGB em Genebra.

### Importação de cigarros
Jornalistas dos jornais Kommersant e Moskovskij Komsomolets acusaram Cirilo de especulação econômica e abuso de privilégio pela importação franquiada de cigarros concedida pela igreja em meados da década de 1990, e Cirilo ganhou o apelido "metropolita do tabaco". Segundo relatos, o Departamento de Relações Externas da igreja agiu como o maior provedor de cigarros estrangeiros na Rússia. Estima-se que os bens pessoais de Cirilo totalizem 1,5 bilhão de dólares, segundo o sociologista Nikolai Miotrokhin,em 2004. Segundo o The Moscow News, o patrimônio de Cirilo poderia alcançar 4 bilhões de dólares em 2006. No entanto, Nathaniel Davis notou que "... não há evidências que o metropolita Cirilo tenha efetivamente desviado recursos da igreja. O que é mais provável é que os lucros da importação de tabaco tenham sido usados para despesas urgentes e imediatas da igreja.Contudo, a divulgação pública das receitas não tem sido boa e as autoridades da Igreja têm resistido a emitir relatórios pormenorizados e exactos." A importação franquiada de cigarros foi finalizada em 1997. Numa entrevista de 2002 para o Izvestia, o então metropolita Cirilo chamou as alegações sobre suas especulações comerciais como uma campanha política contra ele.

### Relação com Vladimir Putin
Um aliado próximo do líder russo Vladimir Putin, Cirilo descreveu o governo de Putin como "um milagre de Deus".  Durante seu mandato como Patriarca de Moscou, Cirilo aproximou a Igreja Ortodoxa Russa do Estado russo.

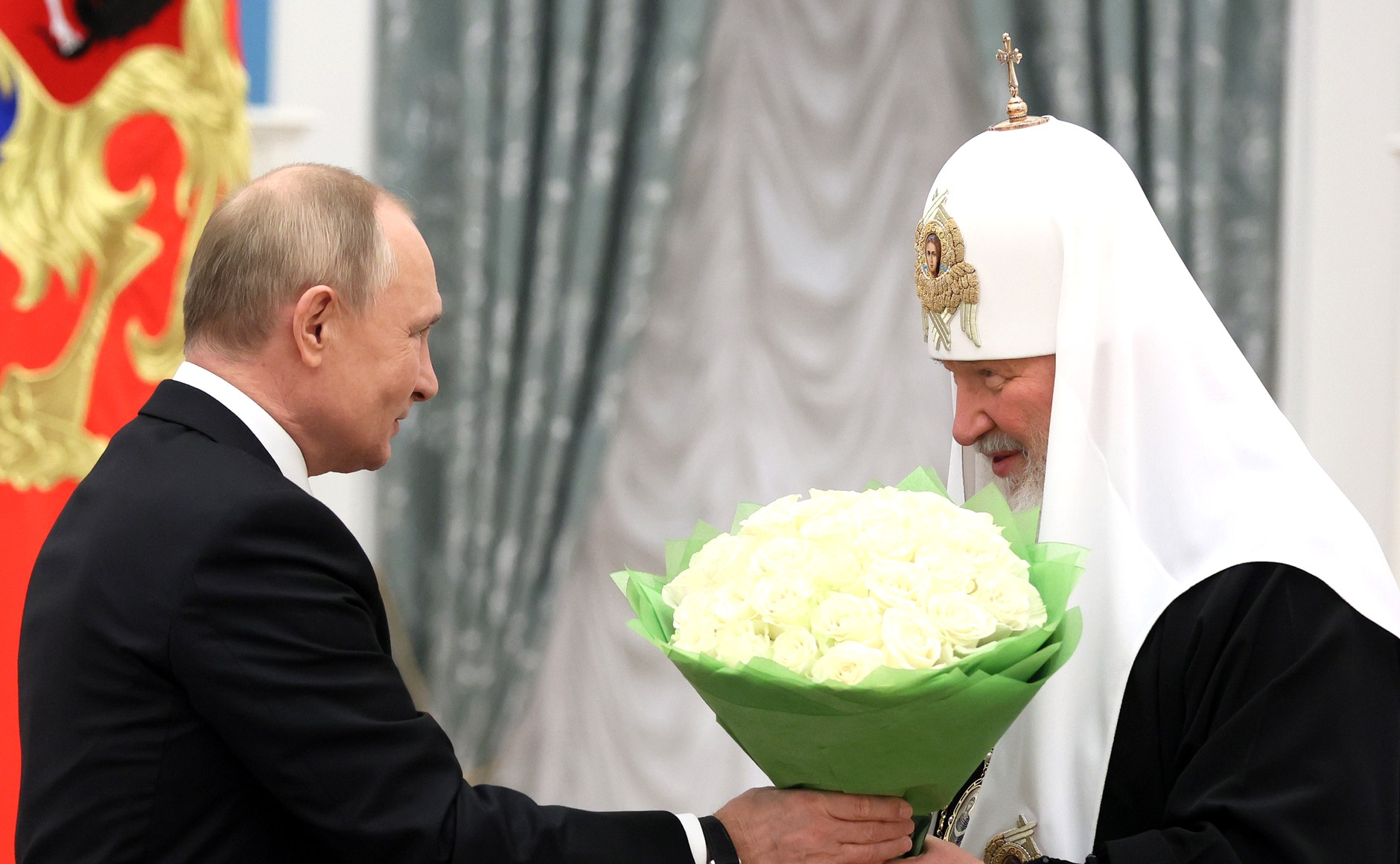
Amizade de Putin e Patriarca Cirilo.

Por ocasião do do 70° aniversário do Presidente russo, o Patriarca de Moscou teceu comentários sobre Putin nas felicitações, para Cirilo, "Deus colocou Putin no comando da Rússia por um motivo, para transformá-la". Especificamente, o Patriarca saudou as seguintes mudanças: aumento da soberania da Rússia, capacidade de se defender militarmente, proteção de seus interesses nacionais e melhoria do bem-estar dos cidadãos russos. O Patriarca elogiou ainda como o Estado russo trabalha em estreita colaboração com a Igreja para promover o cristianismo na Rússia.

### Perseguição às Testemunhas de Jeová
Desde a década de 1990, Kirill defende a proibição das Testemunhas de Jeová, levantando-se a questão da liberdade religiosa num país que passou do soviético ateísmo militante ao "renascimento religioso" sob Putin. Em 20 de Abril 2017, o Supremo Tribunal Russo proibiu as Testemunhas de Jeová, alegando ser uma organização extremista. 
Em 2 de maio de 2017, a Igreja Ortodoxa Russa emitiu um comunicado à imprensa afirmando: "A Igreja Ortodoxa Russa apoia a proibição de Testemunhas de Jeová na Rússia", e novamente, em 13 de fevereiro de 2019, reiterou total apoio à proibição.

### Relação com Bartolomeu I de Constantinopla
A relação de Cirilo com Bartolomeu I de Constantinopla, Patriarca Ecuménico e líder espiritual de aproximadamente 300 milhões de cristãos ortodoxos em todo o mundo, tem sido tensa. A situação agravou-se após a criação, por parte de Bartolomeu, da Igreja Ortodoxa da Ucrânia, considerada cismática pelo Patriarcado de Moscou, bem como com as reivindicações de um "status especial" vindas do Patriarcado de Constantinopla, o que causou uma crise na Ortodoxia mundial.